# Manon Lescaut
Manon Lescaut è un'opera in quattro atti di Giacomo Puccini.
La prima rappresentazione ebbe luogo la sera del 1º febbraio 1893 al Teatro Regio di Torino, con Cesira Ferrani e Giuseppe Cremonini Bianchi. Dirigeva Alessandro Pomè. In questa occasione, l'opera ottenne un successo clamoroso alla presenza del compositore.

## Il libretto
Ispirata al romanzo dell'abate Antoine François Prévost Storia del cavaliere Des Grieux e di Manon Lescaut (1731), l'opera fu composta fra l'estate del 1889 e l'ottobre del 1892. Ad allungare i tempi della composizione fu soprattutto la difficile gestazione di un libretto che passò tra le mani di molti letterati - in particolare Marco Praga, Domenico Oliva, Giuseppe Giacosa e Luigi Illica - e che fu pubblicato da Ricordi senza i nomi degli autori.
Tale girandola di librettisti dimostra, in ultima analisi, come l'unico vero "autore" di Manon Lescaut sia stato Puccini, che tra l'altro sconvolse il piano drammaturgico iniziale eliminando di sana pianta un atto: quello del nido d'amore degli innamorati, tra gli attuali atti primo e secondo.

## Genesi
L'avventura di Manon Lescaut ha inizio pochi mesi dopo il debutto di Edgar, il 21 aprile 1889, il cui parziale insuccesso era stato imputato da tutti alla debolezza del libretto di Ferdinando Fontana. Puccini sta lavorando alla revisione di quest'opera, ma già pensa alla successiva. Inizialmente il titolo prescelto sembra essere Tosca, opera che Puccini porterà sulle scene circa dieci anni più tardi. Ma già il 15 luglio Casa Ricordi stipula un contratto con Marco Praga e Domenico Oliva per un libretto basato sulla Storia del cavaliere Des Grieux e di Manon Lescaut di Prévost. Il soggetto era stato suggerito a Puccini, più di quattro anni prima, proprio da Fontana, il suo primo librettista, il quale gli aveva fatto leggere il romanzo di Prévost e, successivamente, il dramma che, in pieno secolo XIX, vi era stato liberamente tratto da Théodore Barrière e Marc Fournier (Théâtre de la Porte-Saint-Martin, Parigi, 15 maggio 1853). Il 30 settembre 1889, lo stesso Fontana, un po' risentito, scrive a Puccini:
In questo periodo Puccini è impegnato su tre fronti: il rifacimento di Edgar, la composizione della nuova opera, destinata per ora al Teatro alla Scala e il cui libretto risulta pronto il 30 ottobre, con l'eccezione del quarto e ultimo atto; la riduzione de I maestri cantori di Norimberga commissionatagli da Ricordi, per realizzare la quale egli si reca ad ascoltare l'opera di Wagner a Bayreuth (24 luglio).
Nel gennaio 1890 Puccini compone di getto Crisantemi, un breve quartetto d'archi dedicato «alla memoria di Amedeo di Savoja Duca d'Aosta», la cui musica è destinata a confluire nella nuova opera. Nel marzo inizia a strumentare Manon Lescaut, mentre i librettisti consegnano una nuova versione del secondo atto, cui fa seguito, all'inizio di giugno, l'atto IV. Quando il compositore critica apertamente alcune parti del lavoro, Marco Praga, all'epoca commediografo di successo, decide di lasciare l'incarico. Ricordi chiama Ruggero Leoncavallo, non ancora affermatosi come compositore, affinché intervenga sul libretto, forse all'insaputa di Oliva, il quale nel frattempo stende la nuova seconda parte del terz'atto, ossia la scena dell'imbarco delle prigioniere a Le Havre che nella redazione finale costituirà l'intero atto III.
La strumentazione dell'atto I è completata nel gennaio 1891 e nei mesi successivi buona parte dell'opera, destinata ora alla stagione di carnevale 1891-92 del Teatro Regio di Torino, è pronta allo stadio di abbozzo. Dove il lavoro tuttavia si incaglia è nell'atto II. Almeno finché non entra in gioco l'ultimo dei librettisti: Luigi Illica. Insieme a lui, Puccini sopprime l'atto dell'idillio amoroso e trasforma in due atti separati i due quadri nei quali si articolava l'atto III.
Il debutto slitta di un anno. Puccini è impegnato in ulteriori rifacimenti di Edgar, opera della quale segue gli allestimenti, tra cui quello prestigioso al Teatro Real di Madrid, nel marzo 1892. Tornato in Italia, mette a punto con Illica l'atto III di Manon Lescaut, in particolare il concertato, che viene intessuto attorno all'appello delle prigioniere pronte per la deportazione. L'opera è terminata nell'ottobre 1892.

## Caratteri generali
Terza opera di Puccini in ordine cronologico, Manon Lescaut indicò all'autore la futura strada da percorrere. È generalmente considerata la sua prima partitura operistica completamente matura e personale.
Lo stesso soggetto aveva già ispirato la Manon Lescaut di Daniel Auber (Daniel-François Esprit Auber) (Parigi, Opéra-Comique, 23 febbraio 1856) e soprattutto la Manon di Jules Massenet (Parigi, Opéra-Comique, 19 gennaio 1884). Quando Marco Praga gli fece notare che avrebbe dovuto affrontare il confronto con la fortunata opera di Massenet, Puccini rispose: «Lui la sentirà alla francese, con cipria e i minuetti. Io la sentirò all'italiana, con passione disperata.»

## Versioni
Puccini modificò la partitura a più riprese, per trent'anni, da immediatamente dopo il debutto dell'opera fino a poco prima di morire. Ricordi pubblicò in Italia ben otto diverse edizioni, per canto e pianoforte o, più raramente, in partitura d'orchestra.
1. 1892 (canto e pianoforte) - È lo spartito pubblicato in vista della prima rappresentazione. Presenta alcune varianti rispetto all'autografo, in particolare nell'atto I, dove la parte di Edmondo viene accorciata, l'unica battuta del Maestro di posta viene assegnata all'Oste e la canzone di Des Grieux «Tra voi belle, brune, bionde» viene abbassata di mezzo tono.
2. 1893 (canto e pianoforte) - Pubblicato poco dopo il debutto dell'opera, accoglie numerose varianti di scarsa entità, forse concepite durante le prove o le rappresentazioni al Teatro Regio. La modifica più vistosa è il taglio opzionale di 23 battute nell'aria di Manon «Sola, perduta, abbandonata».
3. 1893 (canto e pianoforte) - Corrisponde alla partitura eseguita per la prima volta al Teatro Coccia di Novara il 21 dicembre 1893. Il finale del primo atto appare interamente riscritto nella forma ideata da Luigi Illica dopo aver assistito ad una recita della Manon di Massenet al Teatro Carcano, il 19 ottobre 1893: «se per la Scala con un ardito colpo di forbice si tagliasse il finale primo e al suo posto vi si ponesse qualche cosa di Lescaut e Geronte che rendesse poi più chiaro il secondo atto?[9]». Il tradizionale concertato, basato sul tema cantabile del primo duetto tra Manon e Des Grieux, fu di conseguenza rimpiazzato da un recitativo durante il quale Lescaut comunica a Geronte il suo piano per riacciuffare Manon, appena fuggita in carrozza con l'amante, mentre il coro di studenti commenta il dialogo sulla musica di «Tra voi belle, brune, bionde». Lo spartito contiene modifiche e tagli significativi anche all'aria «Sola, perduta, abbandonata».
4. 1898 (canto e pianoforte) - Le precedenti modifiche a «Sola, perduta, abbandonata» vengono annullate.
5. 1909 (canto e pianoforte) - Contiene il taglio dell'aria «Sola, perduta, abbandonata».
6. 1915 (partitura) - Contiene le modifiche alla partitura orchestrale suggerite da Arturo Toscanini e il taglio di 36 battute di Edmondo e del coro, prima dell'arrivo della posta, nell'atto I, e di 14 battute durante il terzetto tra Manon, Des Grieux e Lescaut, alla fine dell'atto II.
7. 1923 (canto e pianoforte) - I tagli effettuati nella partitura precedente vengono annullati e l'aria «Sola, perduta, abbandonata» è ripristinata.
8. 1924 (canto e pianoforte, partitura) - Il testo della prima sezione di «Sola, perduta, abbandonata», che nelle edizioni precedenti ripeteva ad oltranza queste tre parole, è ampliato da alcuni versi scritti da Giuseppe Adami su richiesta di Puccini. La stessa aria è accorciata in più punti, eliminando tra l'altro la perorazione orchestrale conclusiva. Sempre nell'atto IV, è tagliata la seconda strofa dell'«Andante mesto» di Manon «Mio dolce amor, tu piangi» («Io vo' che sia una festa»).

## Il preludio al secondo atto

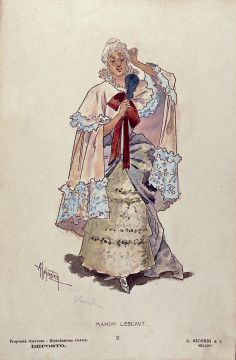
Adolf Hohenstein, figurino di Manon per il secondo atto della prima rappresentazione.

Probabilmente composto nel 1891, questo intermezzo sinfonico si collocava originariamente prima dell'attuale secondo atto, ma fu eliminato nel corso della travagliata genesi. L'autografo reca il titolo "Preludio Atto 3° (prima parte) Manon Lescaut", in quanto all'epoca l'opera includeva ancora, quale secondo atto, il quadro del nido d'amore.
I materiali musicali si ritrovano tutti, spesso quasi identici, nella prima parte del secondo atto, quella dedicata alla rappresentazione della società aristocratica settecentesca.

## Trama

### Atto I

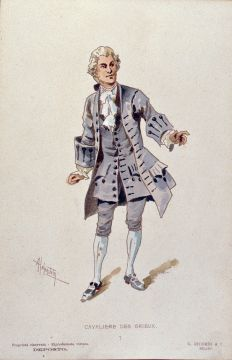
Adolf Hohenstein, figurino di Des Grieux per il secondo atto della prima rappresentazione.

«Un vasto piazzale presso la porta di Parigi, ad Amiens.»
Nei pressi di un'osteria, studenti, borghesi e ragazze scherzano sui temi dell'amore e della giovinezza. Uno degli studenti, Renato Des Grieux, vanta la propria indifferenza verso l'amore («L'amor? Questa tragedia, ovver commedia, io non conosco!»).
Giunge una carrozza, dalla quale scendono Manon Lescaut, una ragazza destinata alla vita monastica, e il fratello, nel libretto indicato con il solo cognome: Lescaut. Quando Des Grieux vede Manon, è amore a prima vista. Non appena la ragazza rimane sola, le si avvicina e, al ritorno del fratello di lei, riesce a strapparle un nuovo appuntamento.
Nel frattempo Lescaut architetta il rapimento della sorella. In tal modo lei diventerà l'amante di Geronte, facoltoso banchiere, e lui ne condividerà la vita lussuosa. Ma uno degli studenti, Edmondo, ascolta il dialogo, informa l'amico Des Grieux e organizza una contromossa: sarà Renato a rapire Manon, battendo sul tempo il vecchio Geronte. A fatica Des Grieux riesce a convincere Manon a fuggire con lui e, mentre gli studenti salutano la partenza in carrozza dei due innamorati, Geronte medita vendetta. Lescaut, d'altronde, si dice certo che la sorella non sopporterà a lungo una vita modesta.

### Atto II
«A Parigi.»

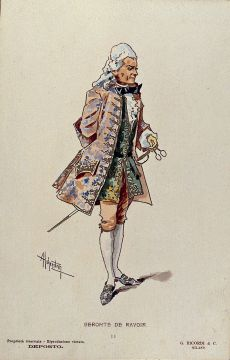
Adolf Hohenstein, figurino di Geronte per il secondo atto della prima rappresentazione.

Siamo nel salotto della casa di Geronte. Come volevasi dimostrare, l'idillio è durato poco e Manon ha raggiunto il fratello per diventare la mantenuta del banchiere. La vediamo allo specchio, mentre si prepara per un ricevimento, durante il quale dovrà esibirsi nel ballo e nel canto. Sennonché la ragazza comincia ad annoiarsi e a provare nostalgia per Des Grieux, tanto che il fratello, per evitare che la situazione precipiti, decide di chiamare di nascosto Des Grieux a palazzo.
Il ricevimento è terminato, Manon è sola. Nella sua camera irrompe Des Grieux e, con lui, la passione di un tempo. Il ragazzo naturalmente è furibondo, ma, forte del suo fascino, Manon trova facilmente le parole per ammansirlo. Peccato che nel bel mezzo di un lungo abbraccio arrivi Geronte che, senza troppo scomporsi, anche di fronte all'ironia della ragazza che gli ricorda la differenza d'età, si accomiata con un sibillino «Arrivederci... e presto!».
Manon non si rende conto del pericolo. Des Grieux la supplica di fuggire immediatamente, ma persino quando il fratello, precipitatosi a palazzo, la avverte che Geronte l'ha denunciata, Manon non sa decidersi a lasciare tutte quelle ricchezze. Proprio mentre tenta di recuperare un po' di gioielli qua e là per la stanza, entrano le guardie e la arrestano come ladra e adultera.

### Atto III

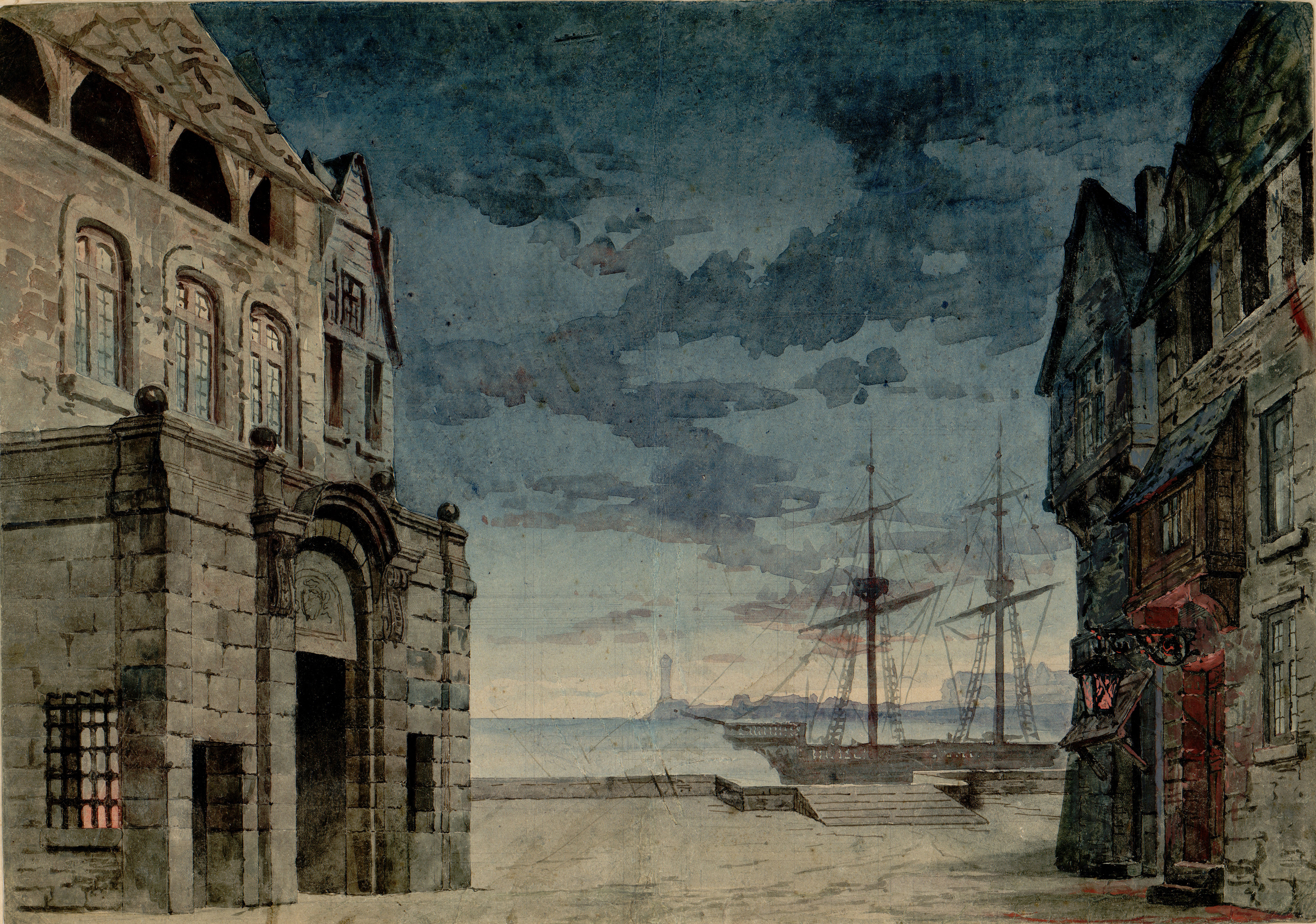
Un sito ridente alla porte del Chiostro di S. Giusto, bozzetto per Manon Lescaut atto 3 (1893). Archivio Storico Ricordi

«Le Havre. Piazzale presso il porto.»
È notte. Manon è rinchiusa con altre cortigiane nella prigione di Le Havre, in attesa di essere imbarcata all'alba in una nave diretta verso la Louisiana, allora colonia francese. Lescaut organizza una fuga per evitare la deportazione, ma il piano fallisce e, quando il sergente degli arcieri inizia l'appello delle deportate, a Des Grieux non rimane che una possibilità: supplicare il comandante della nave affinché accetti di imbarcarlo insieme a lei. Le sue parole e le sue lacrime commuovono il comandante e i due innamorati partono per l'ennesimo viaggio.

### Atto IV
«In America. Una landa sterminata ai confini di New Orleans.»
Verso sera su un terreno brullo Manon e Des Grieux vagano senza meta, stremati dalla fatica. Ancora una volta, l'imprudenza della ragazza li ha costretti alla fuga, ma sarà l'ultima. Manon è stanca, cade al suolo, incapace di proseguire. Non c'è acqua. L'orizzonte non rivela ombra di vita. Il suo amante fedele non può fare più nulla, se non gridare la sua disperazione e ascoltare le sue ultime parole; la bella e voluttuosa Manon muore fra le sue braccia, sorridendogli amorosamente per l'ultima volta.

## Organico orchestrale
La partitura prevede l'utilizzo di:
- ottavino, 3 flauti, 2 oboi, corno inglese, 2 clarinetti, clarinetto basso, 2 fagotti
- 4 corni, 3 trombe, 3 tromboni, basso tuba
- timpani, tamburo, triangolo, grancassa e piatti, tam-tam
- carillon (glockenspiel), celesta, arpa
- archi

Da suonare internamente:
- flauto, cornetta, campana, tamburo, sonagliera

## Brani celebri
- Donna non vidi mai, romanza di Des Grieux (atto I)
- In quelle trine morbide, romanza di Manon (atto II)
- Tu, tu, amore? Tu?!, duetto tra Manon e Des Grieux (atto II)
- Intermezzo orchestrale, viaggio a Le Havre (atto III)
- Sola... perduta... abbandonata, aria di Manon (atto IV)

## Accoglienza e critica
La prima rappresentazione di Manon Lescaut al Teatro Regio di Torino venne accolta in modo trionfale: "I debiti sono saldati, gli acconti di Ricordi annullati, la vecchia casa di Lucca (...) riscattata; il successo alla prima - il più unanime e schietto in tutta la carriera - ridisegna la carta dell'opera italiana e ribalta per sempre le sorti di Puccini". L'anno successivo la prima al Teatro alla Scala di Milano fu, a detta dello stesso Puccini, un successo, "salvo un po' d'ostilità da parte della stampa, ostilità però gentile". Per Lorin Maazel Puccini, ancorché giovane, esprime in Manon Lescaut la grinta e il genio delle opere più mature. Il musicologo Fedele D'Amico sottolinea invece gli echi wagneriani dell'opera, accostandola al Tristano di Tristano e Isotta: "Un Tristano istintivo, non problematico, senza implicazioni cosmiche, formato ridotto: precisamente quel tipo di Tristano che l’opera italiana poteva produrre. Ossia un unicum; e garantito da una violenza inventiva che Puccini, con tutte le sue perfezioni di poi, non avrebbe ritrovato mai più".

## Autoimprestiti
- Il tema del madrigale "Sulla vetta tu del monte" (atto II) è tratto da quello dell'Agnus Dei della Messa (1880).
- Le battute 13-21 del Benedictus della Messa, alle parole «In nomine domini», sono riutilizzate nel minuetto dell'atto II.
- La romanza «È la notte che mi reca», dalla scena e romanza Mentia l'avviso (1883) è utilizzata come tema d'amore di Manon e Des Grieux.
- Frammenti dei Tre minuetti per quartetto d'archi (1884?), variamente elaborati, furono utilizzati negli atti I e II.
- Le battute 3-4 dell'intermezzo sinfonico sono tratte dalla frase di Fidelia «Dio! Ah, perché mai su noi piombò tanta sciagura!», nell'atto I di Edgar (1889 - prima e seconda versione).
- Il passaggio modulante che precede il primo duetto d'amore dell'atto I è preso, tale e quale, dal duetto fra Edgar e Tigrana, nell'atto II di Edgar (prima e seconda versione).
- L'«Andante sostenuto» del primo duetto d'amore dell'atto I («Il mio nome si chiama voler del padre mio [...]») è tratto dalla frase di Fidelia «Pria che il sol tramonti», nell'atto IV di Edgar (prima e seconda versione).
- Il quartetto per archi Crisantemi (1890) è utilizzato largamente negli atti III e IV.

## Cinema

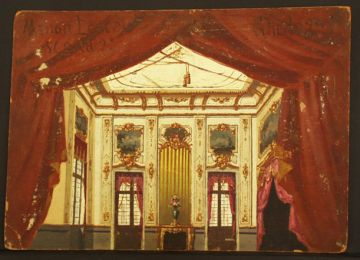
Ugo Gheduzzi, bozzetto per la prima rappresentazione, atto II.

- Manon Lescaut, film-opera del 1939 con Alida Valli e Vittorio De Sica, regia di Carmine Gallone.
- Gli amori di Manon Lescaut, film del 1954 con Myriam Bru e Franco Interlenghi, regia di Mario Costa (utilizza la musica di Puccini).

## Incisioni discografiche
| Anno | Cast (Manon, Des Grieux, Lescaut, Edmondo, Geronte, Un musico)                                                       | Direttore                   | Etichetta           |
| ---- | --- | --------------------------- | ------------------- |
| 1931 | Maria Zamboni, Francesco Merli, Lorenzo Conati, Attilio Bordonali, Giuseppe Nessi                                    | Lorenzo Molajoli            | Columbia            |
| 1954 | Renata Tebaldi, Mario del Monaco, Mario Borriello, Piero De Palma, Fernando Corena, Armando Giannotti                | Francesco Molinari Pradelli | Decca               |
| 1954 | Licia Albanese, Jussi Björling, Robert Merrill, Mario Carlin, Franco Calabrese, Anna Maria Rota                      | Jonel Perlea                | RCA                 |
| 1957 | Maria Callas, Giuseppe Di Stefano, Giulio Fioravanti, Dino Formichini, Franco Calabrese, Fiorenza Cossotto           | Tullio Serafin              | EMI                 |
| 1971 | Montserrat Caballé, Plácido Domingo, Vincente Sardinero, Noël Mangin, Robert Tear, Peter Klein                       | Bruno Bartoletti            | EMI                 |
| 1984 | Mirella Freni, Plácido Domingo, Renato Bruson, Kurt Rydl, Robert Gambill                                             | Giuseppe Sinopoli           | Deutsche Grammophon |
| 1984 | Rajna Kabaivanska, Giuseppe Giacomini, Nelson Portella, Ljubomir Djakovski, Giancarlo Luccardi, Cristina Anghelakova | Angelo Campori              | RCA                 |
| 1987 | Kiri Te Kanawa, José Carreras, Paolo Coni, Italo Tajo, William Matteuzzi                                             | Riccardo Chailly            | Decca               |
| 1992 | Mirella Freni, Luciano Pavarotti, Dwayne Croft, Giuseppe Taddei, Ramón Vargas, Cecilia Bartoli                       | James Levine                | Decca               |
| 1998 | Marija Hulehina, José Cura, Lucio Gallo, Luigi Roni, Marco Berti                                                     | Riccardo Muti               | Deutsche Grammophon |

## DVD parziale
- Puccini, Manon Lescaut - James Levine/Renata Scotto/Plácido Domingo, regia Gian Carlo Menotti - 1980 Deutsche Grammophon